# Пшендзель
Пшендзель (пол. Przędzel) — село в Польщі, у гміні Рудник-над-Сяном Ніжанського повіту Підкарпатського воєводства.
Населення — 1803 особи (2011).
У 1975-1998 роках село належало до Тарнобжезького воєводства.

## Демографія
Демографічна структура станом на 31 березня 2011 року:
|          | Загалом | Допрацездатний вік | Працездатний вік | Постпрацездатний вік |
| -------- | ------- | ------------------ | ---------------- | -------------------- |
| Чоловіки | 869     | 177                | 607              | 85                   |
| Жінки    | 934     | 173                | 531              | 230                  |
| Разом    | 1803    | 350                | 1138             | 315                  |